# Dracul din dealul morii

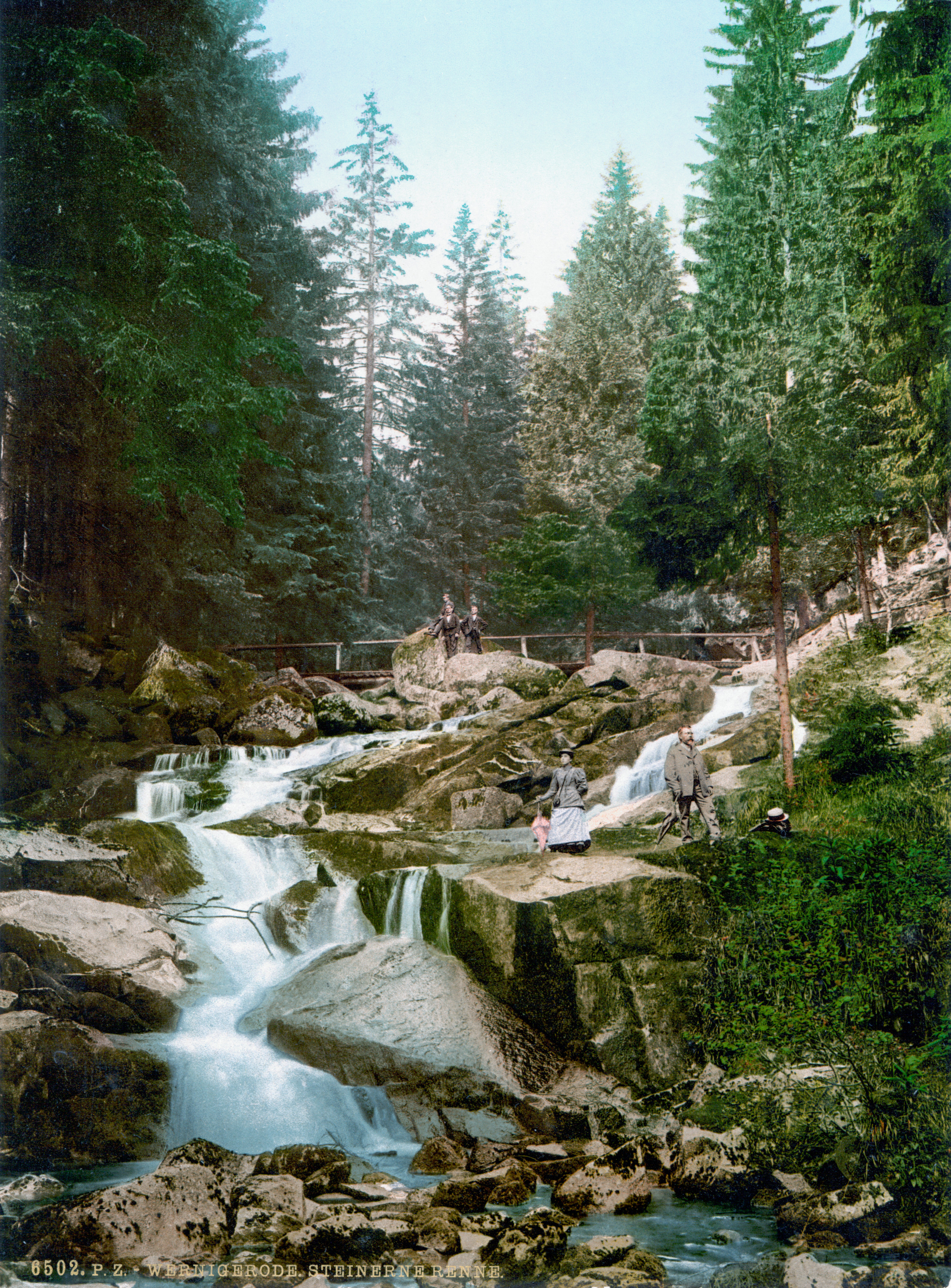
Steinerne Renne, locul turnării unor sevențe din film

Dracul din dealul morii (titlul original: în germană Der Teufel vom Mühlenberg) este un film de basme est-german, realizat în 1955 în studioul DEFA de regizorul Herbert Ballmann, după motive din legendele din Hartz, protagoniști fiind actorii Eva Kotthaus, Hans-Peter Minetti, Willy A. Kleinau și Werner Peters.

## Rezumat
Potrivit unei legende din Munții Hartz, cândva în Evul Mediu, un morar brutal și lacom, împreună cu castelanul și primarul satului, au dat foc mori de apă vechi, aflată în valea din apropierea satului, la care fermierii și-au adus grânele la măcinat. De acum încolo, toți țăranii trebuie să macine doar la moara lui aflată în deal, urmând ca el să dicteze condițiile.
Anne, care lucrează la moară, ajunge pe urmele nelegiuirii și împreună cu Jörg cel curajos, vine cu un plan pentru a reconstrui în secret moara arsă. Planul reușește cu sprijinul cărbunarilor, spiritului bun al pădurii și țăranilor din sat. De acum, următoarele recolte vor fi măcinată din nou în moara veche, iar morarul sinistru nu va primi nimic de lucru. Când furios acesta vrea să se răzbune, cărbunarii intervin și îl transformă într-o stană de piatră.

## Distribuție
- Eva Kotthaus – Anne
- Hans-Peter Minetti – Jörg
- Willy A. Kleinau – morarul din deal
- Werner Peters – Schulze Bangebös
- Gerhard Frei – Burgvogt Raufer
- Heinz Kammer – Ratte, soldatul
- Johannes Arpe – Schmied Anselm
- Marianne Rudolph – Marthe, soția sa
- Jupp Stauder – servitorul Konrad
- Gertrud Paulun – servitoarea Marie
- Hans Klering – morarul din pădure
- Lotte Loebinger – morărița din pădure
- Werner Tronjeck – țăranul Melchior
- Kurt Ulrich – țăranul Martin
- Georg Niemann – țăranul Thomas
- Trude Brentina – Else
- Brigitte Lindenberg – Margrit
- Alfred Maack – der Graue Köhler
- Aribert Grimmer – der Schwarze Köhler
- Willy Semmelrogge – der Rote Köhler
- Wolf von Beneckendorff – Ausrufer
- Johannes Maus – țăranul Schütt
- Kurt Sperling – țăranul Großkopf
- Jochen Thomas – țăranul
- Günter Rettschlag – Peter, fiul fierarului
- Uwe Müller – Georg
- Helmut Fiedler – grădinarul Reisiger
- Willi Endtresser – Reisiger Kuno
- Renate Schwetasch – Kathrin
- Hedwig Appel – mama mare